# Fort Nassau (Sud)
Pour les articles homonymes, voir Fort Nassau.
Ne doit pas être confondu avec Fort Nassau (Nord).
Fort Nassau était un fortin érigé en 1626 sur la rive sud de la Zuidrivier (fleuve Delaware) alors que la Compagnie néerlandaise des Indes occidentales avait décidé de consolider ses établissements en Nouvelle-Néerlande et d'abandonner le fort Wilhelmus qui l'avait précédé en 1623 ou 1624.

## Histoire
L'établissement militaire visait surtout à assurer que la traite de pelleterie le long de l'axe fluvial demeure en mains néerlandaises. Le fortin fut abandonné par les Néerlandais en 1651 afin de relocaliser la garnison sur le versant opposé du fleuve, au fort Casimir.